# 李忠平
李忠平（1949年10月19日—），廣東新會人，美國華僑，前台灣田徑運動員。曾參加1970年曼谷亞運及1972年慕尼黑奧運。
李忠平生於美國，不會中文。大學時間，李忠平是加州大學柏克萊分校田徑隊成員，在校高欄成績已超過當時亞運紀錄，因而獲台灣徵召。1970年曼谷亞運，李忠平贏得男子110公尺跨欄及男子400公尺跨欄兩項銀牌。
1972年慕尼黑奧運會，李忠平高欄及中欄項目在預賽後出局。退役在舊金山甘迺迪高中任體育教師。